# 柏巴沙
36°34′N 4°58′E / 36.567°N 4.967°E
柏巴沙（阿拉伯语：برباشة）是阿爾及利亞东北部的城鎮，由貝賈亞省負責管轄，是柏巴沙區的首府，面積84平方公里，2008年人口16,901人，主要是柏柏尔人和卡拜尔人，人口密度每平方公里202人。

## 历史
2001年，阿尔及利亚爆发黑色之春系列示威后，当地居民愈发敌对政府和警隊，他们经常上街举着“你们不能杀死我们，我们已经死了！”的标语，縱火袭击政府办公室、财政中心及警察局、封鎖街道、罷工。警察、國家憲兵和军队后来被驱逐出了该地区，然而，柏巴沙的犯罪率却非常低。目前，柏巴沙仍有一个正常运作的市政府，还有一个模仿传统村委会的民主议会，其负责协调进一步的抗议活动、垃圾收集、燃料分配、清洁、福利计划和维护当地学校和公共服务，柏巴沙成为了一个正常运作的双重政权。无政府主义者称赞这一地区的积极发展现状和反权威主义。